# Vereinigte Linke (1989)
Die Vereinigte Linke (VL) war eine politische Gruppierung in der Endphase der Deutschen Demokratischen Republik (DDR). Sie verstand sich selbst nicht als Partei, sondern als „basisdemokratische Bewegung“ (laut Satzung vom Januar 1990), trat aber auch zu Wahlen an.
Die VL gründete sich als Zusammenschluss von verschiedenen oppositionellen Linken (darunter christliche Sozialisten, Trotzkisten, Autonome und Anhänger des jugoslawischen Selbstverwaltungsmodells) und kritischen SED-Mitgliedern. Grundlage war der später als „Böhlener Plattform“ bekannte Aufruf „Für eine Vereinigte Linke in der DDR“ vom 4. September 1989. Auf Grundlage dieses Textes, der Forderungen wie Rechtsstaatlichkeit und Gewaltenteilung als „Mindestanforderungen für die Gestaltung einer freien sozialistischen Gesellschaft“ enthielt, konstituierte sich die VL formell am 2. Oktober 1989, wenige Wochen vor dem Mauerfall, einige der führenden Mitglieder kamen aus der Gruppe Gegenstimmen, andere aus der Kirche von Unten. Die Vereinigte Linke forderte die Erneuerung des Sozialismus und versuchte, eine demokratische und freie DDR zu schaffen. Ende 1989 umfasste die Organisation nach eigenen Angaben 1500 Mitglieder mit Schwerpunkten in Berlin und Halle. In der Politik spielte sie aufgrund innerorganisatorischer Streitigkeiten und organisatorischer Probleme eher eine Außenseiterrolle und konnte anders als andere Oppositionsgruppen nur auf eine minimale materielle Unterstützung aus dem Westen, so beispielsweise durch die VSP, den Kommunistischen Bund und einige autonome Gruppen, zurückgreifen.
Die VL kündigte gemäß Erklärung vom 29. Januar 1990 an, sich mit einem Minister ohne Geschäftsbereich an der Regierung der nationalen Verantwortung zu beteiligen. Nach Hans Modrows Erklärung „Deutschland, einig Vaterland“ zog sie sich am 2. Februar 1990 unter Protest wieder zurück und setzte weiter auf eine eigenstaatliche DDR.
1990 ging die VL zusammen mit der Partei Die Nelken für die Volkskammerwahl am 18. März 1990 eine Listenvereinigung unter dem Namen „Aktionsbündnis Vereinigte Linke“ (AVL) ein, das 0,18 % der Stimmen und einen von Thomas Klein eingenommenen Sitz erhielt. Thomas Klein vertrat die VL auch zwischen Oktober und Dezember 1990 im Bundestag. Nach der Bundestagswahl vom Dezember 1990 bis zu ihrem Rücktritt 1992 wegen einer früheren MfS-Tätigkeit hatte das VL-Mitglied Jutta Braband (gewählt über die PDS-Landesliste Brandenburg) ein Bundestagsmandat inne. Nach 1990 wurden verschiedene Mitglieder der VL wie Marion Seelig auf offenen Listen der PDS oder wie Hans Schwenke für Bündnis 90/Die Grünen in verschiedene Landtage gewählt. Die VL selbst zerfiel weitgehend in den Jahren nach 1990.
Ihre formale Selbstauflösung als Gesamtorganisation erfolgte am 19. Oktober 2013 in Berlin. Die weitere Existenz einzelner regionaler VL-Gruppen blieb davon unberührt.